# کلسیم کربنات
کلسیم کربنات یا دی کربنات کلسیم ماده‌ای شیمیایی با فرمول 《CaCO3》است.
کربنات کلسیم، یک ماده معدنی استثنایی است. کربنات کلسیم 《 CaCo3》، بیش از ۴٪ از پوستهٔ زمین را شامل و در سرتاسر دنیا پیدا می‌شود. کربنات کلسیم یکی از پرکاربردترین مواد شناخته شده برای بشر است. این ماده را به صورت مصنوعی هم می‌توانند تولید کنند و البته در پوسته تخم مرغ و غشای جانورانی مانند حلزون و خرچنگ نیز وجود دارد. جنس مروارید نیز از کلسیم کربنات است.
کربنات کلسیم، برای استفاده در صنعت، از معدن استخراج می‌شود. کربنات کلسیم خالص می‌تواند از سنگ مرمر تولید شود یا به‌وسیلهٔ عبور دادن دی‌اکسید کربن از درون محلول کلسیم هیدروکسید به وجود آید، همچنین می‌توان این ماده را از طریق ریختن جوش شیرین در محلول اسید بوریک درست کرد که به صورت ماده ای سفید رنگ ته‌نشین می‌شود. 《باید برای ساخت محلول از آب لوله‌کشی استفاده کرد وگرنه به جای کربنات کلسیم، بورات سدیم ته‌نشین می‌شود》. کلسیم کربنات به دو بخش کلسیم 《 Ca 》 و کربنات 《 Co 》 تقسیم می‌شود.
کربنات کلسیم در اثر حرارت با از دست دادن《 CO2 》به آهک تبدیل می‌شود که از آن در کارهای ساختمانی، در صنعت استخراج آهن و تولید فولاد به‌عنوان کمک ذوب و برای تهیه کاربید کلسیم استفاده می‌شود. از آهک در کشاورزی برای اصلاح خاک و تنظیم PH آن نیز استفاده می‌شود.
از کربنات کلسیم در صنایع کاشی و سرامیک مخصوصاً صنعت لعاب‌سازی استفاده می‌شود، به دلیل تشکیل یوتکتیک، نقطه ذوب مجموعه را پایین آورده و به هنگام استفاده از لعاب، ضریب انبساط حرارتی لعاب.
کلسیم کربنات یکی از پرکاربردترین مواد معدنی است که در صنایع کاغذ، پلاستیک‌ها، رنگ‌ها و پوشش‌ها هم به عنوان پرکننده و هم پوشش رنگی 《به علت رنگ سفید مخصوصش》 کاربرد دارد.
در صنعت کاغذسازی به خاطر روشنایی بالا و پراکندگی نورش در تمام دنیا با ارزش است و از آن به عنوان یک پرکننده ارزان استفاده می‌شود تا سطح کدر کاغذ را روشن کند.
از کربنات کلسیم در پرورش قارچ هم استفاده می‌کنند. اما شرایط تولید آن متفاوت بوده و طوری طراحی شده که مواد مغذی بستر قارچ را حفظ کرده و افزایش دهد.
ساخت مواد و ساخت و ساز:
کربنات کلسیم در ساخت و ساز هم برای ساختن مواد و هم به عنوان اجزاء و ذرات سیمان مهم و ضروری است. هم چنین در ساخت ملات برای چینش آجرها روی هم، بلوک‌های بتنی، سنگ‌ها، پوشش سقف، ترکیب رزین و کاشی‌ها و گچ مورد استفاده قرار می‌گیرد. کربنات کلسیم، کربن دی‌اکسید و آهک را تجزیه می‌کند تا یک ماده اساسی در ساخت استیل، شیشه و کاغذ را به وجود آورد.
کلسیم کربنات در آهک کشاورزی نیز وجود دارد و باعث کاهش اسیدیته خاک می‌شود. هم چنین جذب ریز مغذی‌هایی مثل نیتروژن، پتاسیم، فسفر را توسط ریشه گیاه افزایش می‌دهد.

## کاربرد کلسیم کربنات
کربنات کلسیم، برای استفاده در صنعت، از معدن استخراج می‌شود. کربنات کلسیم خالص می‌تواند از سنگ مرمر تولید شود یا اینکه می‌تواند به‌وسیلهٔ عبور دادن دی‌اکسید کربن از درون محلول کلسیم هیدروکسید به وجود آید.
کربنات کلسیم در اثر حرارت با از دست دادن CO2 به آهک تبدیل می‌شود که از آن در کارهای ساختمانی، در صنعت استخراج آهن و تولید فولاد به‌عنوان کمک ذوب و برای تهیه کاربید کلسیم استفاده می‌شود. از آهک در کشاورزی برای اصلاح خاک و تنظیم PH آن نیز استفاده می‌شود.
از کربنات کلسیم در صنایع کاشی و سرامیک مخصوصاً صنعت لعاب‌سازی استفاده می‌شود. به دلیل تشکیل یوتکتیک، نقطه ذوب مجموعه را پایین آورده و به هنگام استفاده در لعاب، ضریب انبساط حرارتی لعاب را پایین می‌آورد.
کلسیم کربنات یکی از پرکاربردترین مواد معدنی است که در صنایع کاغذ، پلاستیک‌ها، رنگ‌ها و پوشش‌ها هم به عنوان پرکننده و هم پوشش رنگی (به علت رنگ سفید مخصوصش) کاربرد دارد.
در صنعت کاغذسازی به خاطر روشنایی بالا و پراکندگی نورش در تمام دنیا با ارزش است و از آن به عنوان یک پرکننده ارزان استفاده می‌شود تا سطح کدر کاغذ را روشن کند.
تشخیص گاز کربن دی‌اکسید:
- آب آهک را شیری رنگ می‌کند.
- چوب کبریت نیم افروخته را خاموش می‌کند.
- روش دیگر استفاده از آنالایزرهای گاز است مثلاً با استفاده از دتکتور گاز CO2 مدل DT-802 از برند CEM می‌توان میزان گاز دی‌اکسید کربن را اندازه‌گیری کرد. این دستگاه علاوه بر اینکه میزان گاز دی‌اکسید کربن را اندازه‌گیری می‌نماید میزان دما و رطوبت را نیز اندازه‌گیری و نمایش می‌دهد .

## کاربرد در داروسازی
کربنات کلسیم خاصیت آنتی اسیدی دارد و در نواقص کلیوی و درمان استئوپروزیس به کار رفته و مکمل کلسیم است. کربنات کلسیم در بیماران مبتلا به هایپرفسفات همراه با نقص کلیوی توصیه می‌شود. کربنات کلسیم در داروهای هومیوپاتی (Homoepathic نوعی دارو درمانی) و در افزودنی‌های خوراکی هم کاربرد دارد. به علاوه با توجه به دارا بودن خاصیت جذب سطحی کربنات کلسیم، در داروهای ضد اسهال نیز به کار می‌رود. از کلسیت برای تهیه کلرید کلسیم CaCl2، برومید کلسیم CaBr2، یدید کلسیم CaI2 و اکسید کلسیم CaO استفاده می‌شود که هریک دارای مصارف متعددی در صنایع داروسازی هستند و حتی برای تهیه داروهای دامپزشکی نیز کاربرد دارد.
از کلرید کلسیم CaCl2 دارویی تهیه می‌کنند که در بدن تولید اسید می‌کند و در مواردی که یون کلسیم در بدن کم باشد، برای تأمین سریع کمبود آن از کلرید کلسیم استفاده می‌شود. از ترکیبات دارویی کلرید کلسیم در درمان عوارض حساسیت‌هایی مانند کهیر، تنگی نفس، خارش و سایر التهابات ناشی از حساسیت استفاده می‌گردد.
کلرید کلسیم باعث سرعت در انعقاد خون شده و برای جلوگیری از خونریزی‌های شدید استفاده می‌شود. به علاوه این ماده در درمان بی نظمی‌های ضربان قلب (آریتمی) به عنوان مکمل به داروهای مربوط به نارسایی‌های قلبی افزوده می‌شود. از کلرید کلسیم برای درمان عوارض اسهال، استفراغ و در عرق کردن مسلولین نیز استفاده می‌گردد.
از برومید کلسیم CaBr2 به عنوان ضد تشنج در درمان بیماری صرع استفاده می‌شود. این ماده در تسکین دردهای معده نیز تأثیر دارد.
از یدید کلسیم CaI2 برای تهیه پمادهای ضد بیماری پوستی و ورم مفاصل استفاده می‌شود.

## تولید کلسیم کربنات
برای تولید کلسیم کربنات دو روش عمده وجود دارد. در روش اول از طبیعت استفاده می‌شود.
در این روش از معادن و یا آب دریاچه‌های نمک و اعماق غارها، کربنات کلسیم معدنی استخراج می‌شود که خلوص بالایی به دست می‌آید.
این مواد استخراجی به کارخانه منتقل شده و از آنجا CaCO3 تولید می‌شود. در روش دوم به صورت مصنوعی به تولید کلسیم کربنات پرداخته می‌شود.
در این روش از کلسیم اکسید یا آهک زنده استفاده شده، به آن آب اضافه می‌شود و در آب محلول می‌شود. سپس با اضافه شدن گاز کربن دی اکسید، کربنات کلسیم تولید می‌شود.